# Inga plumifera
Inga plumifera är en ärtväxtart som beskrevs av George Bentham. Inga plumifera ingår i släktet Inga och familjen ärtväxter. Inga underarter finns listade i Catalogue of Life.